# نیومکزیکو یونایتد
نیومکزیکو یونایتد یک تیم فوتبال حرفه‌ای آمریکایی است که در البوکرکی، نیومکزیکو، مستقر می‌باشد. این تیم در سال ٢۰١٨ تاسیس شد و در حال حاضر در مسابقات قهرمانی USL، لیگ دسته دوم فوتبال آمریکا بازی می کند.